# Dražen Čuček
Dražen Čuček (Zagreb, 15. srpnja 1970.) hrvatski je kazališni, televizijski i filmski glumac.

## Filmografija

### Televizijske uloge
- "Veliki odmor" (2000.)
- "Cimmer fraj" kao mađioničar (2006.)
- "Naša mala klinika" kao Jean Luc (2006.)
- "Stipe u gostima" kao Borivoje (2008.)
- "Zvijezde pjevaju" kao Dražen Čuček (2009.)
- "Zakon!" kao Sergej (2009.)
- "Baza Djeda Mraza" kao Pjer de Žder (2009.)
- "Bitange i princeze" kao Armando Vukušić/Đuro Krolo (2005. – 2010.)
- "Prava žena" kao Ljubo (2016.)
- "Počivali u miru" kao Tin Halužan (2017.)
- "Pogrešan čovjek" kao Zlatko Majdak (2018.)

### Filmske uloge
- "Snivaj zlato moje" kao Ladović (2005.)
- "Pjevajte nešto ljubavno" kao konobar (2007.)
- "Lea i Darija" kao Tito Strozzi (2011.)
- "Sonja i bik" kao Sonjin cimer (2012.)
- "Narodni heroj Ljiljan Vidić" kao Ante Pavelić (2015.)

### Sinkronizacija
- "Vitezovi Mon Colle" kao Princ Eccentro
- "Iron Man" kao Modok
- "Super cure" kao Gradonačelnik
- "Casper lovi Božić" kao Tata Božo (2000.)
- "Batman i Superman Film" kao Clark Kent/Superman (1997.)
- "Stuart Mali" kao Oto Mali i prodavač (1999.)
- "Pusti vodu da miševi odu" kao Glodi (2006.)
- "Ružno pače i ja" kao Štaki (2006.)
- "Upomoć! Ja sam riba" kao Mac Krill
- "Simpsoni film" kao Ned Flanders (2007.)
- "Život buba" kao Štap (2008.)
- "Madagaskar 2" kao Mason (2008.)
- "Priča o mišu zvanom Despero" kao Chef Andre (2008.)
- "Čudovišta protiv vanzemaljaca" kao dr. Žohar (2009.)
- "Konferencija životinja" kao Toto (2010.)
- "Hop" kao E.B.jev tata (2011.)
- "Zambezija" kao Ajax (2012.)
- "Hotel Transilvanija 1, 2, 3, 4" kao Drakula (2012., 2015., 2018., 2022.)
- "Teletubbiesi" (6. – 7. sezona) kao Tinky Winky i razni muški likovi u igranim segmentima (2017. – 2018.)
- "Tom i Jerry" kao Henry Dubros (2021.)
- "Cvrčak i Mravica" kao Antikvar (2023.)

## Nagrade i priznanja
- 1998. – Nagrada hrvatskog glumišta za ulogu gospona Fulira ("Tko pjeva zlo ne misli")[1]
- 2000. – Nagrada za glumačko ostvarenje na "Danima satire" za ulogu Tomasa Diaforia ("Nemoćnik u pameti")[1]
- 2012. – Nagrada hrvatskog glumišta 2012. godine za ulogu EMCee-a ("Cabaret")[2]
- 2018. – Nagrada hrvatskoga glumišta 2018. za najbolju glavnu mušku ulogu u kazališnoj predstavi "Opet on"[3]

## Vanjske poveznice
- Zagrebačko gradsko kazalište Komedija – Dražen Čuček  Arhivirana inačica izvorne stranice od 25. lipnja 2015. (Wayback Machine) (životopis)
- Dražen Čuček u internetskoj bazi filmova IMDb-u (engl.)
- "Opet on" - Kazalište Komedija